# يوجين جينوفيز
يوجين جينوفيز (بالإنجليزية: Eugene Genovese)‏ هو مؤرخ أمريكي، ولد في 19 مايو 1930 في بروكلين في الولايات المتحدة، وتوفي في 26 سبتمبر 2012 في أتلانتا في الولايات المتحدة.

## وصلات خارجية
- يوجين جينوفيز على موقع الموسوعة البريطانية (الإنجليزية)